# Albéric Crescitelli
Alberico (Albéric) Crescitelli, né le 30 juin 1863 et mort (exécuté) le 21 juillet 1900, est un prêtre catholique italien des « Missions étrangères de Milan » PIME, missionnaire en Chine, vénéré comme saint martyr par l'Église catholique (fête le 21 juillet). 

## Biographie
Né en Italie le 30 juin 1863 au sein d'une famille profondément pieuse, Alberico Crescitelli entre en 1880 au séminaire romain pontifical des saints apôtres Pierre et Paul pour les missions étrangères (it) (qui deviendra l'Institut des missions étrangères de Milan en 1926). Après des études de théologie a l’université grégorienne, il est ordonné prêtre le 4 juin 1887. L'année suivante, il part pour la Chine au Sud de la province du Shaanxi. 
Cependant, dans tout le pays une politique protectrice et anti-occidentale se met en place débouchant même sur des persécutions et des meurtres de missionnaires chrétiens et de fidèles chinois, ainsi que de destructions d'églises. C'est la révolte des Boxers. Le sacrifice du père Alberico Crescitelli survient dans ce climat à un moment où il est actif en apostolat dans le district de Ningqiang. Le 21 juillet 1900, à Yen-Tsé-Pien, vers onze heures du soir, alors qu'il prie, il est saisi par un groupe de malfaiteurs qui le torture avec des bâtons et des couteaux, puis lui attache les chevilles avec une corde et le traîne mourant jusqu'à un endroit près de la rivière où, après quelques tentatives infructueuses pour le décapiter, ils le découpe en morceaux et le jette dans la rivière.

## Reconnaissance
Ses frères, qui connaissaient ses qualités depuis de nombreuses années, ont lancé son procès en béatification dès 1908, et les témoins cités ont été unanimes à proclamer la sainteté de sa vie. Il a été déclaré bienheureux à la basilique Saint-Pierre du Vatican le 18 février 1951 par le pape Pie XII. Ensuite, Jean-Paul II l'a inclus dans la liste des 120 saints martyrs de Chine canonisés sur la place Saint-Pierre le 1er octobre 2000. 